# Hylomys
Hylomys is een geslacht van zoogdieren uit de familie van de egels (Erinaceidae). De wetenschappelijke naam van het geslacht werd in 1840 gepubliceerd door Salomon Müller.

## Soorten
Er worden 7 soorten in dit geslacht geplaatst:
- Hylomys dorsalis O. Thomas, 1888
- Hylomys macarong Hinckley, Lunde, & Hawkins, 2023
- Hylomys maxi Sody, 1933
- Hylomys parvus Robinson & Kloss, 1916 - Dwerghaaregel
- Hylomys peguensis Blyth, 1859
- Hylomys suillus S. Müller, 1839 - Kleine haaregel
- Hylomys vorax Hinckley, Lunde, & Hawkins, 2023